# Агузарова Жанна Хасанівна
Жа́нна Хаса́нівна Агуза́рова (7 липня 1962) — радянська і російська співачка, колишня вокалістка гурту «Браво», зробила також і сольну кар'єру. Відома, зокрема, епатажем та екстравагантністю, але успіхом зобов'язана головним чином своєму голосу.

## Біографія
Народилась 7 липня 1962 року у селищі Туртас Уватського району Тюменської області, сама ж співачка старанно приховує місце свого народження, тому в різних джерелах можна зустріти різні версії місця її народження.
Невдало намагалась вступити до декількох театральних навчальних закладів (у Новосибірську, Ростові-на-Дону, Єкатеринбурзі). Певний час жила в Ростові-на-Дону. У 1982 році прибула до Москви та вступила до технікуму для навчання на маляра. Однак вже незабаром Агузарова увійшла в московські богемні кола. Спочатку переховувалась під псевдонімом Іванна (пізніше — Івонна) Андерс (за словами самої Жанни, довелось жити під псевдонімом через відсутність власного паспорту, у підробленому ж виправила ім'я з «Іван» на «Іванна», вдаючи із себе дочку дипломатів). Намагалась влаштуватись солісткою до гурту «Крематорій». У 1983 приєдналась до гурту «Браво» (який тоді ще називався «Постскриптум»). Вже перший двадцятихвилинний магнітофонний запис гурту «Браво» із новою солісткою мав великий успіх.
З 1984 року, після затримання прямо на концерті (18 березня), зазнала переслідувань з боку радянської влади, як і багато рок-музикантів. Через вилучення в Агузарової паспорта на чуже ім'я її впродовж року ув'язнювали у тюрмах (зокрема, вона утримувалась у «Бутирці») та психіатричній лікарні. Після виходу з лікарні продовжила участь у гурті «Браво». У 1986 році гурт був представлений Аллою Пугачовою на Ленінградському телебаченні у програмі «Музичний ринг». Із цього року популярність гурту «Браво» і — особливо — сильної вокалістки Агузарової почала зростати (особливо швидко — після виступу на «Рок-панорамі-86» у травні і наступних за ним гастролей країною). У 1987 році вийшла перша платівка гурту «Браво». У 1986 році Агузарова співпрацювала також із гуртом «Ночной Проспект», брала участь у концерті на підтримку жертв Чорнобиля (виконувала пісню «Верю я»), у записі пісні «Замыкая круг».
У складі гурту «Браво» взяла участь в музичному фестивалі «Літуаніка-86». Серед найвідоміших пісень часу участі Агузаровой у гурті «Браво» — «Жёлтые ботинки», «Верю я», «Чудесная страна», «Старый отель», «Будь со мной». Наприкінці 1987 року популярність «Браво» почала згасати, і в 1988 Агузарова залишила гурт, розпочавши сольну кар'єру. У 1989 році вона виступила з новими піснями у програмі «Музичний ринг».
У 1990 році закінчила Музичне училище імені Іпполітова-Іванова, записала сольний «Русский альбом» і деякий час працювала у Театрі Алли Пугачової. У 1991 році переїхала до Лос-Анджелесу (США), де працювала у ресторані для емігрантів «Національ», звідки через два роки пішла через непорозуміння з дирекцією — під час своїх виступів Агузарова часто імпровізувала, що не влаштовувало власників ресторану. В Америці у 1993 році записала разом із Василем Шумовим альбом ремейків пісень гурту «Центр» під назвою «Nineteen Ninety's» (а перед цим, у 1992, брала участь у записі альбому В. Шумова «Тектоніка»). У 1993 році взяла участь у турне гурту «Браво» країнами колишнього Радянського Союзу, присвяченому 10-річчю колективу. Подробиці життя співачки у США маловідомі; відомо, однак, що деякий час вона працювала там ді-джеєм, потім водієм у Міжнародному центрі відомих людей. Публіцист і письменник Ігор Свинаренко підтверджує цю версію:
| Ліві лапки | Пам'ятаю в буремні 90-ті, приїжджаючи до Каліфорнії на вручення «Оскарів», я декілька разів зовсім випадково зустрів Жанну Агузарову, володарку фєєричного голосу, яка, треба ж таке, працювала «лімодрайвером». Кажуть, вона таки повернулася до нас сюди і співає, стомившись баранку крутити.Оригінальний текст (рос.) Помню в лихие 90-е, наезжая в Калифорнию на вручение «Оскаров», я пару раз там совершенно случайно встретил Жанну Аґузарову, обладательницу феерического голоса, которая, надо же, работала «лимодрайвером». Говорят, она таки вернулась к нам сюда и поёт, утомившись баранку крутить. | Праві лапки |

Повернулась до Росії 25 травня 1996 року. Взяла участь у передвиборчій акції Б. Єльцина «Голосуй чи програєш». У 1997 році знімалась у телемюзиклі «Старі пісні про головне».
Жанна дуже епатажно, непередбачувано поводиться на сцені (тому журналісти прозвали її «богинею епатажу»), дуже ексцентрично — на межі кітчу — одягається. У своїх небагатьох інтерв'ю нерідко говорить про своє позаземне походження та внутрішні зв'язки з марсіанами (внаслідок чого виникло питання про її психічне здоров'я).

## Дискографія
Неповна дискографія:
- 1991 — Русский альбом
- 1993 — Nineteen Ninety's (із Василем Шумовым)
- 1993 — Жанна Агузарова и «Браво» 1983—1988
- 1994 — Live in Moscow
- 1995 — Песни разных лет
- 1999 — Марсианка
- 1999 — Браво, Жанна!
- 1999 — The Best
- 2003 — Back 2 future
- 2003 — Счастье придёт

### Пісні в збірках та саундтреках
- Саундтрек до фільму «Асса» (1987): пісня «Чудесная страна». Ця ж пісня лунає на фінальних титрах фільму «Жмурки».
- Також пісня Аґузарової «Старый отель» звучить по радіо у фільмі «Ґуд бай, Ленін!»
- Пісня Агузаровой «Луч» звучить у фільмі «Одне кохання на мільйон».